# Big Boy (EP de Charlotte Cardin)
Pour les articles homonymes, voir Big Boy.
 (septembre 2017).
Big Boy est le premier EP de la chanteuse québécoise Charlotte Cardin sorti en 2016. Cardin présente cet EP au public à l'aide d'une tournée au travers du Canada et un peu aux États-Unis lors de 2017.

## Critiques
Valérie Thérien du journal Voir en ligne démontre le talent de la jeune chanteuse dans Dirty Dirty « [d'évoquer] avec aisance la jalousie et le désir ». Thérien met en valeur le « ton juste » qu'utilise l'interprète « pour livrer ses propos » et détermine que Cardin aurait trouvé « sa signature musicale » offrant à celle-ci 4 étoiles sur 5.
Élise Jetté de BRBR présente la chanson titre Big Boy comme étant "un texte sans grandes révélations" qui ne fait pas partie des "plus puissants de l’ensemble". Cependant, Jetté admire la touche personnalisée de chacun des autres titres dont "le texte plus étoffé" de Like It Doesn’t Hurt, la plongée "dans un groove plus assumé" pour Dirty Dirty et l'approche "sensible et lyrique appuyée par un texte puissant" de Les échardes. Laissant les membres de BRBR "perplexes devant le choix du EP" qui possédait la maturité "pour un album complet".

## Liste des titres
| 1.    | Big Boy                             | 2:56 |
| 2.    | Like It Doesn't Hurt (feat. Husser) | 3:37 |
| 3.    | Dirty Dirty                         | 3:20 |
| 4.    | Talk Talk                           | 3:39 |
| 5.    | Les échardes                        | 2:28 |
| 6.    | Faufile                             | 2:32 |
| 18:32 |                                     |      |

## Autres sources
- Critique de Voir,
- Le Journal de Quebec,
- Le Courrier du Sud,
- Journal Saint-François,
- Voir,
- Madmoizelle,
- Madmoizelle
- Magazine Exclaim! .